# 720km-discontinuïteit
De 720km-discontinuïteit is een seismische discontinuïteit op 720 km onder het aardoppervlak, in de ondermantel. De discontinuïteit kenmerkt zich door een toename van de seismische snelheden in de diepte.

## Oorzaak en eigenschappen
De 720km-discontinuïteit wordt veroorzaakt door een faseovergang in het mineraal granaat, dat een belangrijk bestanddeel van de aardmantel vormt.
Granaat gaat in de zone tussen 610 en 660 km diepte over van majoriet (aluminiumrijk met rond de 12 mol-% aluminium) naar een ilmenietstructuur. Deze faseovergang vindt plaats over een relatief groot bereik en leidt daarom niet tot een duidelijke seismische discontinuïteit.
Rond de 710 tot 720 km diepte gaat de ilmenietstructuur over in de aluminiumrijke perovskietstructuur. Behalve van de druk is de faseovergang afhankelijk van de temperatuur, de clapeyroncurve bedraagt ongeveer 1,3 MPa/K. Omdat de Clapeyroncurve positief is zal bij een hogere temperatuur (zoals bij een mantelpluim) de faseovergang op grotere diepte plaatsvinden.
Het tegenovergestelde is het geval bij de 660km-discontinuïteit, waarbij de verantwoordelijke faseovergang juist een negatieve clapeyroncurve heeft. Daardoor zullen de twee discontinuïteiten in een warmer deel van de mantel dichter bij elkaar liggen.